# Кохановский, Франц Лаврентьевич

Мемориальная доска на здании ВТЭЦ-1

Франц Лаврентьевич Кохановский (1878—1927) — российский инженер-энергетик, Герой Труда (1925).

## Биография
Родился в 1878 году в семье рабочего в польском городе Лодзь Петроковской губернии (ныне Лодзинского воеводства Польши).
В 12 лет он окончил сельскую школу и поступил в слесарную мастерскую. Пройдя тяжелый путь простого рабочего, к 1905 году он оказывается во Владивостоке, где работает на сборке паровозов, затем монтером в торговом доме «Кунст и Альберс». И вот Франц
Кохановский уже на строительстве первой Владивостокской электростанции общего пользования № 1 (ныне ВТЭЦ-1), а в 1912 году он уже помощник машиниста на электростанции, позже — старший машинист.
Первая мировая война, а за тем революция на время разлучили Кохановского с энергетикой, однако пройдя многие испытания, Франц Лаврентьевич всё же вернулся на родную электростанцию, где и проработал до самого последнего дня.
В 1925 году он был удостоен звания «Герой труда» в числе первых в стране. Номер его знака трудовой славы — 2.
Умер Ф. Л. Кохановский в 1927 году.

### Семья
Франц Лаврентьевич — основатель трудовой династии энергетиков, общий стаж которой  насчитывает без малого 300 лет.  Кохановский участвовал в строительстве станции и работал на ней с момента её открытия в 1912 году.
После смерти мужа в 1927 году на станцию ВТЭЦ-1 рассыльной пришли работать его жена Маргарита Михайловна и старший сын Борис. Борис Францевич продолжил дело отца в турбинном цехе сначала слесарем, потом мастером, заместителем начальника цеха и
начальником турбинного цеха.
Сегодня в энергетике Владивостока трудится пятое поколение династии Кохановских.

## Память
На административном здании Владивостокской ТЭЦ-1 Францу Лаврентьевичу Кохановскому установлена мемориальная доска.

## Награды
- Герой Труда (1925).